# アルジェリア海軍艦艇一覧
アルジェリア海軍艦艇一覧は、アルジェリア民主人民共和国海軍が過去保有した、または現在保有する、または将来保有する予定の、未完成・計画中止を含めた歴代艦艇一覧である。
凡例

## 現有勢力（2024年現在）
- 国防予算：89億4,000万ドル[1]
- 海軍人員：5,400名[1]
- 艦船隻数：53隻（排水量20t以上）[1]

潜水艦×6
キロ型×6
フリゲート×8
アダ―ファー級×3
エル・エルラディ級×2
ほか
コルベット×7
ミサイル艇×3
高速艇×19
強襲揚陸艦×1
補給揚陸艦×2
掃海艇×3
測量艦×2
練習艦×2
- 航空機数：18機

ヘリコプター×18
- コースト・ガード：船艇82隻[1]

## 艦艇一覧（近代海軍）

### 水上戦闘艦

#### フリゲート
- ムーラド・レイス級（ソ・コニ型） - 3隻

ムーラド・ライス (901 Mourad Rais)
ライス・ケリク (902 Rais Kellich)
ライス・コルフォ (903 Rais Korfou)
- 中・アダーファー級 - 3隻[1]

アダーファー（920 Adhafer）
エル・ファティ（921 El Fatih）
エザドジェル（922 EzzaDjer）
- 独・MEKO A-200型 - 2隻[1]

エル・エルラディ（910 El Erradii）
エル・マウダミール（911 El Moudamir）

#### コルベット
- ソ・ナヌチュカ-II型 - 4隻

ライス・ハミドウ (801 Rais Hamidou) ※ 元『（Zyb）』
サラ・ライス (802 Salah Rais) ※ 元『ラビン（Liven）』
ライス・アリ (803 Rais Ali) ※ 元『ブルン（Burun）』
- ジェベル・チェノウア級(C-58型) - 3隻

ジェベル・チェノウア (351 Djebel Chenoua)
エル・シアブ (352 El Chihab)
エル・カーチ (353 El Kirch)

### 潜水艦

#### 通常動力型潜水艦
WW II以降の潜水艦
- ソ『ロメオ』型 - 2隻

- ソ・露『キロ』型 - 6隻[1]

ライス・ハジ・ムバリク（012 Rais Hadj Mubarek）
エル・ハジ・スリマン（013 El Hadj Slimane）
アクラム・パシャ（021 Akram Pacha）
シディ・アハメド・ライス（022 Sidi Ahmed Rais）
オアセニス（031 Ouarsenis）
ホガー（032 Hoggar）

### 機雷戦艦艇

#### 掃海艦艇
掃海艦・航洋掃海艇
- ソ『T-43』級 - 2隻

M-221 ※ 後に『M-521』
M-222 ※ 後に『M-522』
沿岸掃海艇
- 旧・埃『BYMS』型 - 2隻 ※ 米製

ジェベル・アウレス（Djebel Aures） ※ 旧『トール（Tor）』、『（Sidi Fradj） ※ 旧『ダルフール（Darfur）』

### 両用戦艦艇

#### 揚陸艦艇
強襲揚陸艦 （ATD）
- 改サン・ジョルジョ級 - 1隻　※ 伊製

カラート・ベニ・アッベス（474 Kalaat Béni Abbès）
戦車揚陸艦 （LST ）
- 各型 - 2隻 ※ 英製

カラート・ベニ・ハミド（472 Kalaat Beni Hammed）、カラート・ベニ・ラジェット（473 Kalaat Beni Rached）
中型揚陸艦 （LSM ）
- ポルノクヌイ-B型 - 1隻　※ ソ連製

555（旧名「471」）

### 哨戒艦艇

#### 哨戒・警備艦艇
哨戒艇
- ソ『SO-1』型 - 6隻

P-651、652、653、654、655、656
- 各型 - 1隻 ※ 勃製

#### 高速戦闘艇
魚雷艇
- 『P-6』型 - 6隻 ※ 6隻はコースト・ガード所属

631、632、633、634
ミサイル艇
- ソ・コマール型 - 6隻

671
672
673
674
675
676
- ソ・オーサ-I型 - 3隻

R-167 ※ 後に『641』
R-267 ※ 後に『642』
R-367 ※ 後に『643』
- ソ・オーサ-II型 - 9隻

644
645
646
647
648
649
650
651
652
高速艇
- 『Kebir』型 - 19隻 ※ 英製『37.5メートル』型

（341 El Yakedh）、（342 El Morakeb）、（343 El Kechef）、（344 El Moutarid）、（345 El Rassed）、（346 El Djari）、（347 El Saher）、（348 El Moukadem）、349、350、351、352、353、354、355、（356 El Kanass）、（357 El Mayher）、358

### 補助艦艇

#### 補給艦艇
給水艦
- Sekstan級 - 1隻

（A-640 Vasouya）

#### 支援艦艇
魚雷揚収船
- ソ『Poluchat-I』型 - 1隻

A-641

#### その他
測量艇
- 各型 - 3隻

（A-673 El Idrissi）
（Ras Tarsa）
（Alidade）
情報収集艦
- 各型 - 1隻

（Ben Yahia） - 1隻
水中作業母船
- ソ『Nyryat』型 - 1隻

サルベージ船
- （261 El Mourafik） - 1隻 ※ 中製

港内曳船
- Mazafran級 - 4隻

（Y-206 Mazafran-1）、（Y-207 Mazafran-2）、（Y-208 Mazafran-3）、（Y-209 Mazafran-4）
- 各型 - 3隻

（VP-650 Yavdezan）
（A-210 Kader）
（A-211 Chadid）
浮ドック
- （Bejaia） - 1隻 ※ 独製

### コーストガード

#### 警備救難業務用船艇
巡視艇
- 『マングスタ』型 - 6隻 ※ 伊製

（323 Ombrine）、（324 Dorade）、（331 Requin）、（332 Espadon）、（333 Marsouin）、（334 Murene）
- 『Chui-E』型 - 7隻

（GC-251 El Mouderrib-I）、（GC-252 El Mouderrib-II）、（GC-253 El Mouderrib-III）、（GC-254 El Mouderrib-IV ）、（GC-255 El Mouderrib-V ）、（GC-256 El Mouderrib-VI）、（GC-257 El Mouderrib-VII）
- 『P-6』型 - 6隻

- 『20-GC』型 - 16隻 ※ 伊製

GC-100、112、113、114、221、222、235、236、237、
（GC-325 El Hamil）、（GC-326 El Assad）、（GC-327 Markhad）、（GC-328 Etair）
- 『18トン』型 - 12隻

救難艇
- 『Hainan』型 - 7隻 ※ 中製

（GC-231 El Mounkid-I）、（GC-232 El Mounkid-II）、（GC-233 El Mounkid-III）、（GC-234 El Mounkid-IV ）、（GC-235 El Mounkid-V ）、（GC-236 El Mounkid-VI）、（GC-237 El Mounkid-VII）
漁業監視船
- 各型 - 12隻

（Jebel Antar）、（Jebel Honda）

#### その他
支援船
- （GC-261 El Mourafik） - 1隻

### 陸軍船舶部隊・他
税関取締船
- 『P-1200』型 - 3隻

（Bouzagza）、（Djurdjura）、（Hodna）
- 『P-802』型 - 2隻

（Aures）、（Hoggar）